# ياسو (شيغا)
مدينة ياسو (بالإنجليزية: Yasu)‏ هي أحد المدن التابعة لمحافظة شيغا. تأسست رسميًا في 01/10/2004. ويقدر عدد سكانها بـ 49821 نسمة حسب تقدير مكتب الإحصاء الياباني لعام 2012. تبلغ مساحة ياسو 81.07 كم2. بكثافة سكانية تبلغ 615 نسمة/كم2.

## أعلام
- ماسافومي مايدا
- تاكانوري نيشيكاوا
- هايدكي ميوا
- كورومي ماميا
- كازوميتشي تاكاجي